# Tournoi de tennis de Lille
Le Play In Challenger est un tournoi international de tennis masculin faisant partie de l'ATP Challenger Tour ayant lieu tous les ans au mois de mars à Lille à partir de l'année 2018. Il se joue sur dur en intérieur. Il fait suite à l'Open de Lille, aussi appelé Open du Nord à partir de 2013, tournoi ITF Futures qui existe depuis 1991. 
L'édition 2020 devait se dérouler du 23 au 29 mars, sur les courts du Tennis Club Lillois Lille Métropole, mais elle a dû être reportée, puis finalement annulée à cause de la pandémie de Covid-19 et de la suspension des compétitions par l'ATP. 
L'édition 2023 voit le tournoi changer de catégorie passant de Challenger 90 à Challenger 100 et la dotation est quasiment doublée passant à 118 000 €. 
Une nouvelle étape est franchie en 2025, où le tournoi devient un ATP Challenger 125, avec une dotation de 200 000 $. La prochaine édition se déroulera du 3 au 9 février 2025.

## Palmarès

### Simple
| Année                                     | Dotation               | Vainqueur                                          | Finaliste                                          | Score                                              | Tableaux                                           |
| ----------------------------------------- | ---------------------- | -------------------------------------------------- | -------------------------------------------------- | -------------------------------------------------- | -------------------------------------------------- |
| ITF France Masters (Satellites)           |                        |                                                    |                                                    |                                                    |                                                    |
| 1991                                      | 50 000 $               | Olivier Delaitre                                   | Philippe Pech                                      | 6-7, 6-1, 6-4                                      | 1991                                               |
| 1992                                      | 50 000 $               | Greg Rusedski                                      | Daniel Vacek                                       | 6-7, 7-6, 7-6                                      | 1992                                               |
| Open de Lille (CNGT)                      |                        |                                                    |                                                    |                                                    |                                                    |
| 1994-2001                                 | Palmarès à compléter ? | Palmarès à compléter ?                             | Palmarès à compléter ?                             | Palmarès à compléter ?                             | Palmarès à compléter ?                             |
| Open International de Lille (ITF Futures) |                        |                                                    |                                                    |                                                    |                                                    |
| 2002                                      | 15 000 $               | Kristof Vliegen                                    | Jérôme Haehnel                                     | 7-63, 7-63                                         | 2002                                               |
| 2003                                      | 15 000 $               | Stefano Pescosolido                                | Francisco Fogues-Domenech                          | 6-3, 3-6, 6-4                                      | 2003                                               |
| 2004                                      | 15 000 $               | Jean-Michel Pequery                                | Uros Vico                                          | 6-4, 6-4                                           | 2004                                               |
| 2005                                      | 15 000 $               | Steve Darcis                                       | Roman Valent                                       | 7-5, 6-3                                           | 2005                                               |
| 2006                                      | 15 000 $               | Jo-Wilfried Tsonga                                 | Sébastien de Chaunac                               | 7-5, 7-5                                           | 2006                                               |
| 2007                                      | 15 000 $               | Andis Juška                                        | Thomas Dupré                                       | 65-7, 6-2, 6-0                                     | 2007                                               |
| 2008                                      | 15 000 $               | Clément Reix                                       | Adrian Mannarino                                   | 2-6, 7-63, 7-5                                     | 2008                                               |
| 2009                                      | 15 000 $               | David Guez                                         | Thomas Oger                                        | 6-4, 7-5                                           | 2009                                               |
| 2010                                      | 15 000 $               | Ruben Bemelmans                                    | Niels Desein                                       | 6-4, 6-2                                           | 2010                                               |
| 2011                                      | 15 000 $               | Marc Gicquel                                       | Jonathan Eysseric                                  | 6-3, 6-2                                           | 2011                                               |
| 2012                                      | 15 000 $               | Kenny de Schepper                                  | Romain Jouan                                       | 6-2, 4-6, 6-3                                      | 2012                                               |
| Open du Nord (ITF Futures)                |                        |                                                    |                                                    |                                                    |                                                    |
| 2013                                      | 15 000 $               | Ilija Bozoljac                                     | Nicolas Renavand                                   | 6-4, 3-6, 6-3                                      | 2013                                               |
| 2014                                      | 15 000 $               | Yannick Mertens                                    | Mathieu Rodrigues                                  | 6-2, 6-1                                           | 2014                                               |
| 2015                                      | 15 000 $               | Karen Khachanov                                    | Rudi Coco                                          | 6-1, 6-4                                           | 2015                                               |
| 2016                                      | 25 000 $               | Yannick Mertens (2)                                | Antal van der Duim                                 | 6-2, 6-4                                           | 2016                                               |
| 2017                                      | 25 000 $               | Mikael Ymer                                        | Botic van de Zandschulp                            | 6-2, 6-3                                           | 2017                                               |
| Play In Challenger                        |                        |                                                    |                                                    |                                                    |                                                    |
| 2018                                      | 43 000 €               | Grégoire Barrère                                   | Tobias Kamke                                       | 6-1, 6-4                                           | 2018                                               |
| 2019                                      | 46 600 €               | Grégoire Barrère (2)                               | Yannick Maden                                      | 6-2, 4-6, 6-4                                      | 2019                                               |
| 2020                                      | 69 280 €               | Édition annulée à cause de la pandémie de Covid-19 | Édition annulée à cause de la pandémie de Covid-19 | Édition annulée à cause de la pandémie de Covid-19 | Édition annulée à cause de la pandémie de Covid-19 |
| 2021                                      | 66 640 €               | Zizou Bergs                                        | Grégoire Barrère                                   | 4-6, 6-1, 7-65                                     | 2021                                               |
| 2022                                      | 67 960 €               | Quentin Halys                                      | Ričardas Berankis                                  | 4-6, 7-64, 6-4                                     | 2022                                               |
| 2023                                      | 118 000 €              | Otto Virtanen                                      | Max Purcell                                        | 6-73, 6-4, 6-2                                     | 2023                                               |
| 2024                                      | 120 950 €              | Arthur Rinderknech                                 | Joris De Loore                                     | 6-4, 3-6, 7-68                                     | 2024                                               |
| 2024                                      | 200 000 $              | Arthur Bouquier                                    | Lucas Pouille                                      | 6-3, 3-5, ab.                                      |                                                    |

### Double
Liste des paires de double ayant remporté le tournoi par année :
Open International de Lille
- 2002 :  Julien Benneteau /  Nicolas Mahut
- 2003 :  Philipp Kohlschreiber /  Markus Wislsperger
- 2004 :  Jean-Francois Bachelot /  Jean-Michel Pequery
- 2005 :  Mustafa Ghouse /  David Sherwood
- 2006 :  Stéphane Bohli /  Artem Sitak
- 2007 :  Grégory Carraz /  Alexandre Sidorenko
- 2008 :  Thomas Oger /  Nicolas Tourte
- 2009 :  Teodor-Dacian Crăciun /  Victor Ioniță
- 2010 :  Ruben Bemelmans /  Niels Desein
- 2011 :  Kenny de Schepper /  Alexandre Penaud
- 2012 :  Romain Jouan /  Fabrice Martin

Open du Nord
- 2013 :  Jonathan Eysseric /  Nicolas Renavand
- 2014 :  Maxime Authom /  Jonathan Eysseric
- 2015 :  Yannick Mertens /  Boy Westerhof
- 2016 :  Denis Matsukevitch /  Daniil Medvedev
- 2017 :  Niels Desein /  David Guez

Play In Challenger
| Année | Vainqueurs                              | Finalistes                                 | Score             |
| ----- | --------------------------------------- | ------------------------------------------ | ----------------- |
| 2018  | Hugo Nys Tim Pütz                       | Jeevan Nedunchezhiyan Purav Raja           | 7-63, 1-6, [10-7] |
| 2019  | Romain Arneodo Hugo Nys (2)             | Jonathan Erlich Fabrice Martin             | 7-5, 5-7, [10-8]  |
| 2020  | Édition annulée                         | Édition annulée                            | Édition annulée   |
| 2021  | Benjamin Bonzi Antoine Hoang            | Dan Added Michael Geerts                   | 6-3, 6-1          |
| 2022  | Viktor Durasovic Patrik Niklas-Salminen | Jonathan Eysseric Quentin Halys            | 7-5, 7-61         |
| 2023  | Max Purcell Jayson Taylor               | Dustin Brown Aisam-Ul-Haq Qureshi          | 7-63, 6-4         |
| 2024  | Christian Harrison Marcus Willis        | Titouan Droguet Giovanni Mpetshi Perricard | 7-66, 6-3         |